# 寮屋

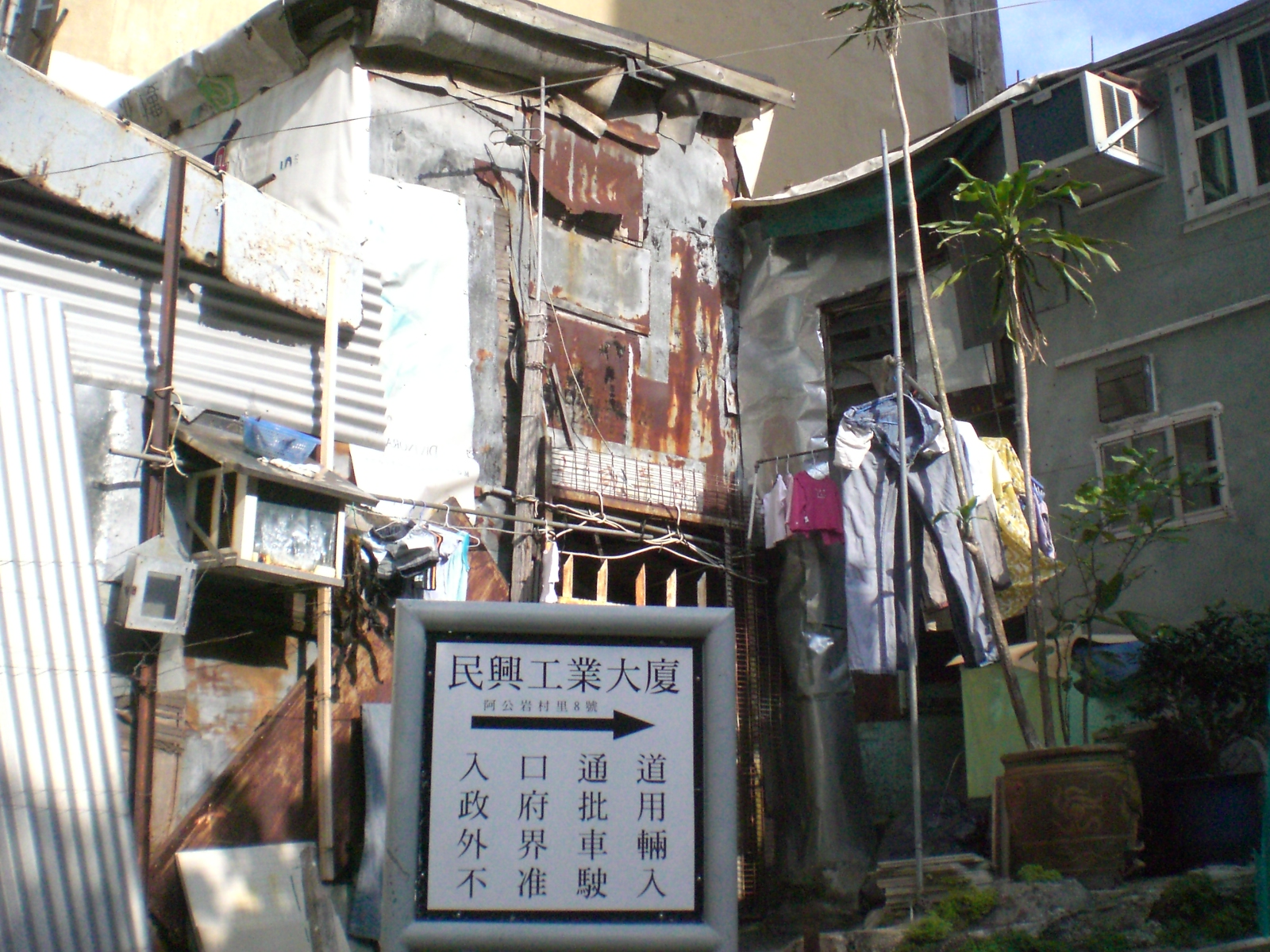
「鐵皮屋」と呼ばれるバラック

寮屋（りょうおく、英語: Squatter、イェール式広東語: lìuh ūk）は、香港において一般に、公有地を不法占拠し、あるいは私人の農地上に契約の定める用途に違反して建設された構築物ないし臨時の住居を指す呼称である。通常非常に簡便な作りで、その多くはトタンや板材等によって建設されている。そのため、鐵皮屋や木屋とも呼ばれる。香港においては、原居民に由来しない村落は単なる寮屋區（squatter area）である。
現行の寮屋管理政策では、1982年の寮屋管制登記中に登記を済ませた寮屋には登記番号が与えられており、構築物の位置、寸法、建材、用途が1982年時点の登記内容と同じである限りにおいて、開発計画、環境改善、安全の確保を理由に撤去されるまで、無いし自然消滅するまでは（占拠者がいなくなるか、建築物が存在しなくなるか）、その存在が認められている（ただし、それが違法ないし契約違反であるということ自体は変わらない）。

## 歴史

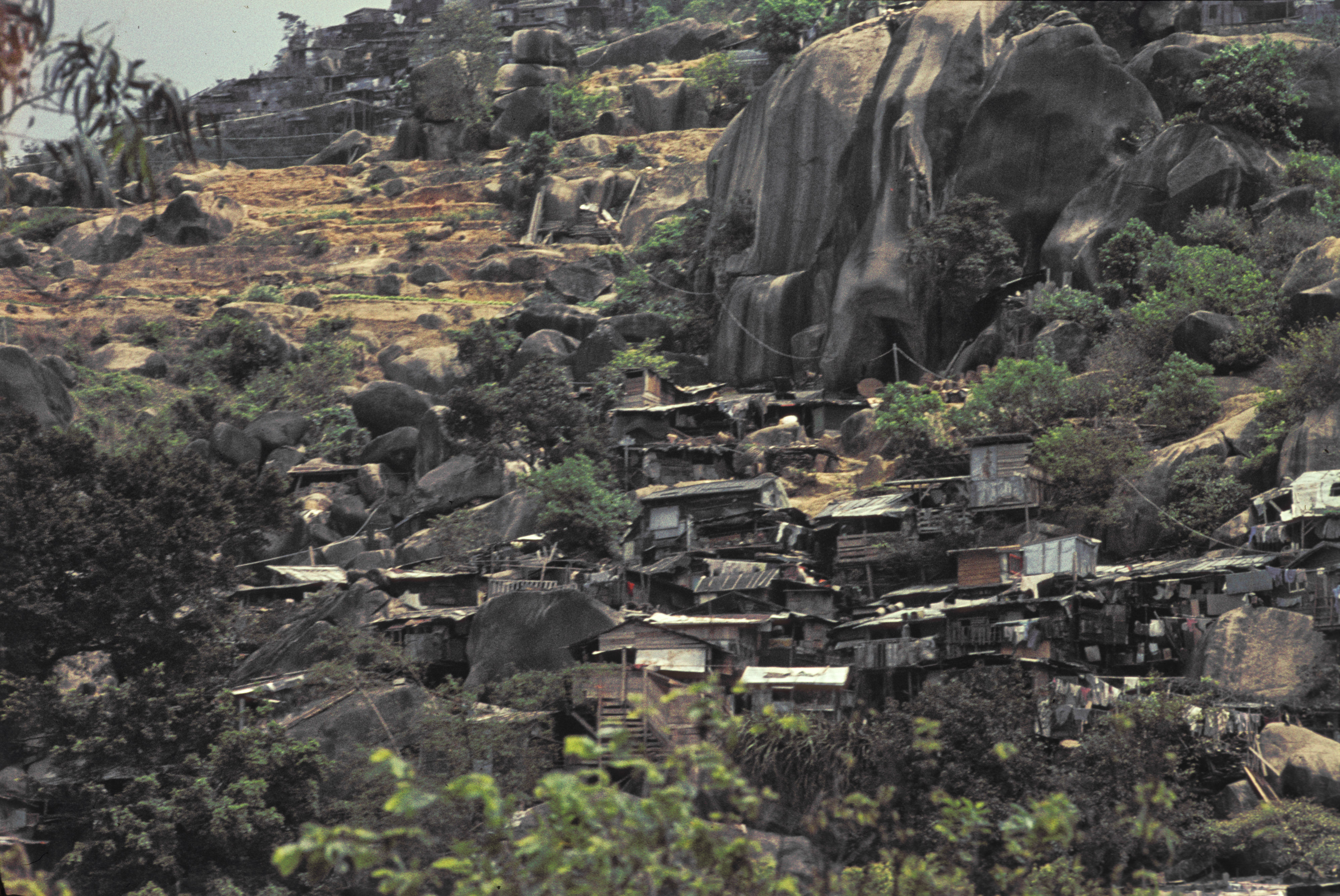
1965年香港のある山上の寮屋区

香港において、こうした寮屋は1940年代末から増加し始めた。元々あった家屋のほとんどが戦時中に損壊したからというだけでなく、より重要なのは、その後中国大陸で国共内戦が再開し、大量の難民が流入したためである。当時の香港政庁は自由貿易の原則下で、公営住宅プログラムを提供していなかったため、難民たちは都市周縁部や山地に寮屋を建てることになった。寮屋区は過密で不衛生であり、しばしば火災が発生した。
1953年12月24日の石硤尾大火により寮屋区の50,000人近くが家を失った後、政庁は漸く住宅政策を改め、公営住宅を建設して住民を移転させることにした。これにより、香港における寮屋の数はある程度コントロールされるようになった。このほか、西貢・清水湾の碧水新村は、主に1960年代に台風被害にあった住民に対して居住登録が行われた寮屋である。
寮屋の多くは違法建築であり、設備や衛生環境も劣悪で、火災などの安全上の危険もあった。更には一部の寮屋区では治安的にも問題のある地点にすらなっている所もあった。当時、房屋署に設置された寮屋管制組（俗称「寮仔部」）は、違法建築された寮屋の撲滅に努めたが、その成果は満足のいくものではなかった。多くの違法業者が儲かる商売だからという理由で寮屋を建築して販売しており、撤去されたところに寮屋が建てられるレベルに猖獗を極めた。こうした寮屋の購入者は、ほとんどが新来の移民や貧困層、あるいは寮屋に入居すれば公営住宅への入居に有利であると勘違いした人々であった。
房屋署の1980年代初頭の統計によると、全港に約14万世帯、57万の木屋住民がいた。当時採用された措置では、香港に10年間居住し、公営住宅に入居できる資格を持つ住民で、自然災害により木造小屋が取り壊されたり、被害を受けたりした場合は、直ちに公共屋邨の空き部屋に引っ越すか、空き部屋が無い場合には臨時房屋に引っ越すことができた。

### 1982年全港寮屋登記
政庁は1982年に香港全土の寮屋の登記を行い、その位置、寸法（長さ、幅、高さ）、建材、用途を記録して、将来の寮屋取締の基準とした。登記された寮屋の無許可での増築や再建、用途変更、元々は仮設資材として登録されていたものを恒久的な資材に転用した場合、地政総署は寮屋取締方針に従って強制措置を取りることとした。それ以降、居住者は違法増築（中国語: 僭建）を行うことができなくなり、さもなければ寮屋が撤去された時点で公共賃貸住宅へ入居する（中国語: 上樓）資格を失うこととなった。
初期に公有地賃貸ライセンス（中国語: 官地租用牌照）の下で建設された建物については、政庁の方針を受けて1984年に短期契約に変更され、以降住民は市場相場に対応する賃料を全額支払うことになった。賃料は3年ごとに調整され、新しい賃料に不満のあるテナントは、地政総署署長に上訴することができる。
2009年時点で香港にはなお20万軒以上の寮屋があり、その内住民のいるものは8万軒以上にのぼった。その上、こうした寮屋は黄大仙、鯉魚門、茶果嶺、薄扶林村、新界といった各地に分布していた。2009年10月、九華径の寮屋区にて火災が発生し、寮屋居民の住居問題について再び関心が集まった。しかし、寮屋住民の中には、毎年数百ドルの地代を政府に支払うだけで井戸水も使える、他の場所に住んでいる住民よりもずっと出費が少ないと言う者もいた
寮屋管理政策の趣旨は、登録された寮屋の存在を一時的に許可することであり、決して違法増築を奨励するものではないことに鑑みて、地政総署は2016年6月22日に取締体制を強化した。具体的には、同日以降に完了した増築については、そのような増築が発見された時点で、地政総署は直ちにその寮屋の登記番号を抹消し、修正の機会を与えないというものである。2018年11月1日に運用が開始された「寮屋住民の自発的登記プログラム（寮屋住戶自願登記計劃、Squatter Occupants Voluntary Registration Scheme）」は、同年5月10日に政府が発表した、政府の再開発に伴うクリアランスにより影響を受けた寮屋住民に対する特別補償および再定住措置を行う一過性のプログラムである。 具体的には、この登録制度に基づき地政総署に登録した、認可された非住宅用建築物または非住宅用として登録されている寮屋（以下、総称して「非住宅用寮屋」）の居住者は、今後、政府による開発の結果として、住んでいる寮屋が撤去される場合、公共住宅への再定住と特別補償を申請する資格を有することになる。本来は非住宅用寮屋は居住を目的として使用されるべきではないため、このプログラムの目的は登記簿を作成することにある。これにより、一方では登録された居住者が非住宅用寮屋に居住していることを確認し、将来政府の開発による撤去の影響を受けた場合に、再定住や特別補償の申請資格を保証し、他方では他者が居住を目的として非住宅用寮屋に移り住む誘因や、それに関連する投機的行為を減らすことを狙っている。政府は登録数の事前目標を設定していない。

### 九龍東寮屋区の回収と再開発
2019年の施政報告では、九龍東部の茶果嶺村、牛池湾村、竹園聯合村の3つの寮屋区を再開発し、公営住宅を建設する計画が発表された。当局の試算によると、この2つのプロジェクトが高い開発密度で進められれば、2,700戸の公営住宅が供給される見込みである。しかし、戸数、容積率、人口などの実際の開発パラメータは、実行可能性調査の完了後にしか把握できない。「政府、機構、コミュニティ」施設については、可能な限り「多目的」アプローチで実施されることが当局から示されている。現在の調査の進捗状況によると、早ければ2021/22年度に登記が凍結され、順調に進捗すれば、2025年にはプロジェクトが開始される見込みである。

## 1995年時点で都市部に存在した寮屋区一覧

### 香港島
- 丹拿山近黃鶴樓
- 淺水灣道及南灣道上南灣道
- 芽菜坑
- 天后廟山
- 赫蘭道
- 銅鑼湾馬山
- 舂磡角道
- 金督馳馬徑
- 西湾仔
- 大坑山
- 赤柱街市
- 浣紗街
- 南約
- 孔聖堂後面
- 聖士提反灣
- 寶雲道
- 赤柱峽道
- 大潭
- 堅彌地街／道及適安街
- 漆咸徑及地利根德里
- 大潭道（西）
- 克頓道
- 大潭篤村
- 豬毛山
- 石澳道
- 大華工廠後面
- 爛泥灣
- 何莊
- 東丫背
- 大口環村
- 銀坑
- 大口環
- 土地灣
- 大口環新村
- 大風坳
- 鋼線灣村
- 鶴咀村
- 近碧瑤村
- 芽菜坑（鶴咀）
- 域多利道近北
- 石澳村
- 薄扶林村
- 大浪灣
- 域多利道近華富村（包括水菜田村及瀑布灣）
- 玄都巖村（柴灣山）
- 西灣村（柴灣邨第 19 座後面）
- 雞籠環（興偉後面山坡）
- 西村（哥連臣角道對下）
- 潮州山
- 哥連臣角道
- 石排灣／田灣山
- 大坑東村（大坑坳及滿華樓）
- 鴨脷洲大街後面山坡
- 大潭道（東）
- 鴨脷洲白沙灣
- 愛秩序村
- 深坑
- 筲箕灣海深廟
- 香港仔警署後面
- 山邊台
- 黃竹坑徑及舊村
- 亞公巖村
- 壽山村道
- 天后廟道對下丹拿山
- 黃竹坑新圍村
- 香島道近高爾夫球場

### 九龍
- 馬背村
- 福榮街/營盤街
- 馬環村
- 石硤尾 36 座附近山邊
- 峰頂村
- 福德廟
- 鯉魚門村
- 北九龍裁判處山邊
- 崇信街海傍
- 北山村
- 嶺南新村（下）
- 何家園
- 茶果嶺道（南）
- 慈尾村
- 茶果嶺村
- 新九龍八號墳場
- 繁華街
- 德望村
- 啟田村
- 牛池灣村
- 雞寮翠屏翠櫻樓對開山坡
- 下元嶺西／大磡村（龍翔道以南）
- 馬游塘翠屏翠楊樓附近山坡
- 福德新村
- 上元嶺北
- 肥婆坑／官塘工業區
- 鑽石山新村／元嶺南／上元嶺北
- 安樂村
- 泗和園／大聖村
- 秀明村
- 鑽石山新村
- 和平村／秀安村
- 大觀新村
- 佐敦里
- 竹園聯合村（東段）
- 園圃街
- 衙前圍村
- 沙浦道
- 山西街